# Larissa Sansour
Larissa Sansour, née en 1973 à Jérusalem-Est, est une artiste contemporaine palestinienne. Elle vit et travaille à Londres.

## Biographie
Larissa Sansour est née en 1973. Elle étudie les beaux-arts à Londres, à New York et à Copenhague. Son travail est politique. Elle mêle réalité et science-fiction. Elle utilise la vidéo, la photographie, la sculpture. Elle propose une réflexion sur la situation de l'état palestinien, en imaginant un futur.
En 2009, Larissa Sanssour présente Space Exodus. Elle reprend une scène du film 2001, l'Odyssée de l'espace, de Stanley Kubrick. C'est l'artiste elle-même qui plante le drapeau palestinien sur la lune.
Les trois vidéos A Space Exodus de 2009, Nation Estate de 2012 et In the Future They Ate from the Finest Porcelain de 2016 forment une vision apocalyptique et  dystopique de la Palestine.
En 2011, Larissa Sansour fait partie des huit finalistes pour le prix Elysée-Lacoste, décerné par le Musée de l'Elysée de Lausanne. Elle présente Nation Estate. Cette série de photographies montre la naissance d'un état palestinien, sous la forme d'un gratte-ciel ceint d'un mur de béton. En décembre 2011, son nom est retiré. La société Lacoste, sponsor du prix serait intervenu jugeant cette œuvre trop politique.
En 2019, elle représente le Danemark à la 58ème Biennale de Venise.

## Expositions
- A Space Exodus, 2009
- Nation Estate, galerie Anne de Villepoix, Paris, 2012[8].
- In the Future They Ate from the Finest Porcelain, 2016.
- Sci-fi trilogy, Dar El-Nimr, Beyrouth, 2018[4].
- Biennale de Venise, pavillon du Danemark, 2019, Venise.
- Heirloom, Copenhagen Contemporary, 2019.
- In Vitro, Frieze, New York, 2019[9].